# 아름다운 시절 (1998년 영화)
"아름다운 시절"은 1998년에 개봉한 대한민국의 영화이다.

## 줄거리
6.25 전쟁 중이던 1952년 여름, 성민과 창희라는 두 마을 소년의 이야기이다.

## 배역
- 안성기 : 성민 아버지 최씨 역
- 송옥숙 : 성민 어머니 역
- 배유정 : 창희 어머니 역
- 이인 : 성민 역
- 김정우 : 창희 역
- 유오성 : 상철 역
- 명지연 : 영숙 역

## 수상
- 1998년 제11회 도쿄국제영화제
  - 금상 - 이광모
- 1998년 제18회 하와이국제영화제
  - 최고작품상 - 이광모
- 1998년 제39회 데살로니키 국제영화제
  - 예술공헌상 - 이광모
- 1999년 제19회 한국영화평론가협회상
  - 감독상 - 이광모
- 1999년 제7회 춘사영화상
  - 최우수작품상
  - 기획제작상 - 이광모
  - 음악상 - 원일
- 1999년 제35회 백상예술대상
  - 신인감독상 - 이광모
- 1999년 제36회 대종상
  - 최우수작품상
  - 감독상 - 이광모
  - 미술상 - MBC미술센터
  - 음악상 - 원일
  - 의상상 - MBC미술센터
  - 촬영상 - 김형구

## 참고 사항
- KBS 2TV 드라마 인생은 아름다워의 제목은 동명 영화와 똑같은  <아름다운 시절>이었으나 SBS가 아름다운 날들이라는 수목드라마를 먼저 시작하자 서둘러 변경했다[6]